# Венскунене-Шидлаускайте, Рамуне
Рамуне Неринга Венскунене-Шидлаускайте (лит. Ramunė Neringa Venskūnienė Šidlauskaitė; до 1988 года Шидлаускайте (лит. Šidlauskaitė); род. 28 июня 1961, Вильнюс, Литовская ССР) — литовская советская баскетболистка, чемпионка мира 1983 года и чемпионка Европы 1983 и 1985 годов. Заслуженный мастер спорта СССР (1984).

## Биография
Родилась 28 июня 1961 года в Вильнюсе. В 1989 году закончила Вильнюсский педагогический институт.
Наибольших успехов на клубном уровне достигла, выступая за вильнюсский «Кибиркштис».
В 1979—1983 — выступала в составе сборной Литовской ССР, провела 30 матчей, набрала 175 очка.
В 1981—1988 — выступала в составе сборной СССР, провела 27 матчей[уточнить], набрала 632 очка.

### Послеигровая карьера
После окончания профессиональной карьеры завоевала две золотые медали на Всемирных играх ветеранов спорта в австралийском Брисбене в 1994 году в баскетбольной дисциплине «штрафные броски», реализовав 24 из 25, и 66 из 75 бросков.
Играла за ветеранский клуб «Камане» (лит. Kamanė).
С 1999 по 2001 год тренировала вильнюсский клуб «Свая». В 2001 году начала преподавать в Вильнюсском педагогическом институте и тренировать университетскую женскую баскетбольную команду.

## Достижения и награды

### Личные
- Заслуженный мастер спорта СССР (1984).
- Золотая медаль «За заслуги перед литовским спортом» (19 августа 2011 года)[4].
- Крест ордена почёта (Литва, 19 сентября 2011 года)[1].
- 7-е место в списке лучших спортсменов Литвы 1983 года по версии журнала «Спортас».
- 7-е место в списке лучших спортсменов Литвы 1985 года по версии журнала «Спортас».

### Сборные
- Чемпионка мира: 1983.
- Чемпионка Европы (2): 1983, 1985.
- Чемпионка Спартакиады Литовской ССР: 1983 (в составе команды Вильнюса).
- Чемпионка Европы среди девушек до 16 лет: 1978.
- Серебряный призёр Спартакиады народов СССР: 1979 (сборная Литовской ССР).

### Клубные
- Бронзовый призёр чемпионата СССР: 1983/1984 (вильнюсский «Кибиркштис»).
- Чемпионка Балтийской лиги: 1994/1995 (вильнюсская «Телерина»)
- Чемпионка Литвы (Высшей лиги Литовской ССР и ЛМКЛ) (4): 1979/1980, 1983 (оба — вильнюсский «Мокслас»), 1985/1986 (вильнюсская «Швеса»), 1994/1995 (вильнюсская «Телерина»).
- Серебряный призёр чемпионата Литвы (Высшей лиги Литовской ССР и чемпионата Литвы) (3): 1981, 1982 (оба — вильнюсский «Мокслас»), 1992/1993 (вильнюсский «Кооператининкас»).
- Бронзовый призёр Высшей лиги Литовской ССР (2): 1988/1989, 1989/1990 (вильнюсский «Кооператининкас»).